# HMS Argus (I49)
La HMS Argus, settima nave da guerra britannica a portare questo nome, è stata una portaerei della Royal Navy, in servizio tra il 1918 ed il 1944. È stata la prima nave ad avere un ponte di volo unico per il decollo e l'atterraggio di aerei.

## Costruzione
La Argus venne impostata originariamente nel 1914 nei cantieri William Beardmore and Company di Glasgow come transatlantico Conte Rosso. Scoppiata la prima guerra mondiale, prima del varo, nell'agosto 1916, lo scafo venne acquistato dalla Royal Navy per la conversione in portaerei e l'unità ribattezzata HMS Argus.
Venne costruita fin dall'inizio con un unico ponte di volo sul quale gli aerei potessero decollare ed atterrare indifferentemente. In precedenza, le portaerei come la Furious erano state costruite con due diversi ponti di volo situati a prua e a poppa della sovrastruttura principale. Inizialmente era previsto di dotare la nave di due "isole" ai lati del ponte di volo ma il progetto venne abbandonato per non creare turbolenze d'aria nell'area del ponte.

## Servizio

### Dalla prima guerra mondiale agli anni trenta

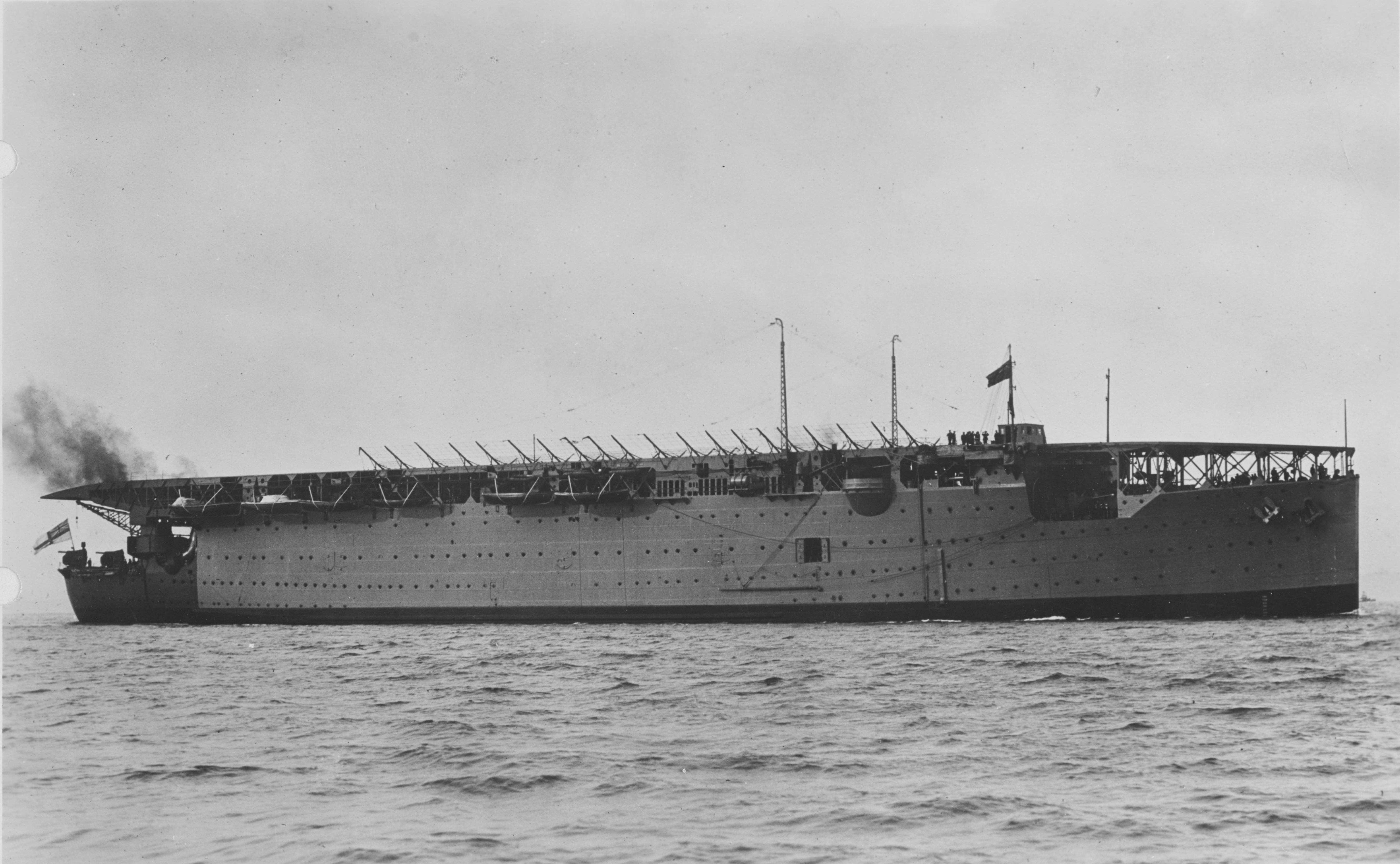
La Argus sul finire degli anni 20

La Argus entrò in servizio il 6 settembre 1918, poco prima della conclusione del primo conflitto mondiale. Il primo appontaggio venne effettuato il 1º ottobre seguente dal Sopwith 1½ Strutter pilotato dal Tenente colonnello Richard Bell Davis. Vista la sua stazza limitata e la bassa velocità di punta, l'unità venne utilizzata scarsamente in combattimento, diventando invece di primaria importanza per lo sviluppo delle successive portaerei e per l'addestramento di piloti ed equipaggi.
Nei primi anni venti l'elevatore di poppa venne bloccato in corrispondenza del ponte di volo. Tra il 1925 ed il 1926 venne equipaggiata con una cintura maggiore per risolvere il problema dell'Altezza metacentrica troppo elevata. Alla fine degli anni venti l'unità era ormai obsoleta rispetto alla tecnologia dell'epoca, venendo quindi utilizzata come nave addestramento. Visto che la sua costruzione era stata precedente al 9 dicembre 1921, il Trattato navale di Washington la classificò come nave sperimentale, non richiedendone quindi lo smantellamento.
Nel febbraio 1936 venne deciso di modificare la nave per trasformarla in nave appoggio per Queen Bee, i primi droni della storia. Sempre negli anni trenta ricevette delle nuove caldaie simili a quelle installate sui cacciatorpediniere contemporanei che, pur non aumentando la velocità massima, migliorarono notevolmente l'accelerazione e decelerazione dell'unità.

### La seconda guerra mondiale
Al momento dello scoppio della seconda guerra mondiale, la Argus venne impiegata nel Mediterraneo con compiti anticontrabbando, operando dalla base navale francese di Tolone. Nel mese di dicembre venne ritrasferita in patria per unirsi alla Home Fleet. Tra febbraio e marzo 1940 operò come nave addestramento per equipaggi e piloti, mentre in aprile, in seguito all'invasione tedesca della Norvegia, venne trasferita a Scapa Flow. Tra maggio e giugno operò a protezione dei convogli atlantici, mentre in luglio trasferì degli aerei diretti in Medio Oriente alla base aerea di Takoradi, in Ghana. In seguito venne impiegata nel trasporto di aerei verso Malta, salpando da Gibilterra il 31 luglio scortata dalle navi da battaglia Valiant e Resolution, dall'incrociatore Arethusa e da sei cacciatorpediniere. Il 4 agosto, al termine della missione, tornò a Liverpool scortata dai cacciatorpediniere Faulknor e Forester.
In settembre partecipò ad una missione di trasporto aerei verso Freetown, in Sierra Leone, mentre il 2 ottobre venne attaccata da un sottomarino italiano, senza però ricevere danni. In novembre venne distaccata dalla Home Fleet per partecipare ad una nuova missione di lancio di aerei verso Malta, imbarcando due Blackburn Skua e dodici Hawker Hurricane. Il 17 novembre gli aerei decollarono dalla Argus ad ovest dello stretto di Sicilia ma solo uno Skua e quattro Hurricane giunsero a destinazione, anche a causa del cattivo tempo. Nel mese di dicembre partecipò ad una missione di trasporto aerei a Freetown, aggregata al convoglio WS5A. Anche la portaerei Furious partecipò alla missione trasportando aerei diretti in Africa occidentale. Giunta a destinazione il 6 gennaio 1941, tornò in patria dopo il trasferimento a terra degli aerei imbarcati. Dopo due mesi di servizio in patria con la Home Fleet tra marzo e aprile venne nuovamente impiegata per trasferire aerei a Malta, giungendo a Gibilterra il 1º aprile e trasferendo gli aerei imbarcati alla Ark Royal. In maggio effettuò un nuovo trasporto di aerei fino alla base intermedia di Gibilterra, mentre in luglio venne scelta per trasferire degli Hurricane in Unione Sovietica. Salpata il 28 agosto da Reykjavík scortata dall'incrociatore Shropshire e dai cacciatorpediniere Matabele, Punjabi e Somali. Il 7 settembre gli aerei vennero lanciati verso la loro destinazione e la Argus tornò in patria.
In ottobre partecipò ad un nuovo trasferimento di aerei a Gibilterra mentre il mese successivo, durante l'Operazione Perpetual, lanciò direttamente gli aerei imbarcati verso Malta il 10 novembre. Nella stessa operazione venne affondata la Ark Royal, venne quindi deciso di aggregare la Argus alla Forza H di base a Gibilterra fino all'arrivo di una più moderna portaerei.
Dal mese di febbraio 1942 venne impiegata nel lancio di caccia verso Malta insieme alla Eagle in tre successive missioni, una delle quali annullata a causa del maltempo. Tornata in patria in aprile, nel mese successivo tornò nuovamente nel Mediterraneo imbarcando caccia Supermarine Spitfire, lanciati con successo verso l'isola tra il 17 ed il 20 maggio. Partecipò quindi alla battaglia di mezzo giugno salpando da Gibilterra il 10 giugno insieme al convoglio di rifornimenti. Durante questa battaglia si manifestarono chiaramente i limiti dell'unità, dovuti alla sua obsolescenza generale e scarsa velocità. In luglio rimase in patria mentre all'Ammiragliato erano allo studio le diverse opzioni di utilizzo per la nave. In ottobre venne designata per appoggiare le operazioni di sbarco in Nordafrica (Operazione Torch), appoggiando con i propri apparecchi gli sbarchi a Orano dell'8 novembre. Il giorno successivo venne attaccata dall'U-Boot U-561, senza venire colpita. L'11 novembre, mentre appoggiava gli sbarchi a Béjaïa, venne danneggiata da un attacco aereo. Alla fine del mese tornò in patria presso la Home Fleet.
Dal gennaio 1943 venne ritirata dal servizio attivo ed utilizzata come nave addestramento. A fine anno venne trasferita in riserva, rimanendo in questa posizione anche per tutto il 1944. Tra il gennaio e l'agosto 1945 venne invece impiegata come nave riparazioni presso il comando del Nore. Venne radiata subito dopo la fine del conflitto, rimanendo comunque disponibile nella riserva di Portsmouth. Il 12 dicembre seguente venne venduta per essere demolita nei cantieri TW Ward, di Inverkeithing; i lavori iniziarono nel 1947.